# Nikola Zhekov
Nikola Todorov Zhekov (1864 – 1949) là vị tướng người Bulgaria, Bộ trưởng chiến tranh Bulgaria năm 1915 và Tổng tham mưu trưởng quân đội Bulgaria từ 1916-1918 trong thời gian Chiến tranh thế giới thứ nhất.

## Cuộc đời
Nikola Zhekov sinh ngày 6 tháng 1 1865 tại thị trấn Sliven, lúc bấy giờ còn là một phần lãnh thổ của Đế quốc Ottoman. Trước Chiến tranh thế giới thứ nhất, Zhekov đã tham gia chiến tranh Serbia-Bulgaria 1885 và hai cuộc chiến tranh Balkan 1912-1913 với chức vụ tổng tham mưu trưởng Tập đoàn quân số 2. Từ 19 tháng 8 đến 4 tháng 10 1915, Zhekov giữ chức vụ Bộ trưởng chiến tranh và có nhiệm vụ chuẩn bị cho sự tham gia của vương quốc Bulgaria vào Chiến tranh thế giới thứ nhất theo phe Liên minh Trung tâm (gồm đế quốc Đức, đế quốc Áo-Hung và đế quốc Ottoman) và cũng đồng thời chuẩn bị cho cuộc tấn công Serbia.
Ngày 11 tháng 10 1915, Bulgaria chính thức tham gia vào Chiến tranh thế giới thứ nhất sau một thời gian giữ vai trò trung lập. Ngay sau đó, Zhekov được bổ nhiệm vào chức vụ Tổng tham mưu trưởng quân đội Bulgaria.
Trong Chiến tranh thế giới thứ nhất, các chiến dịch quân sự của Bulgaria thường phối hợp chung với Đức và Áo-Hung. Năm 1915, tập đoàn quân số 1 Bulgaria cùng với tập đoàn quân 11 Đức và tập đoàn quân 3 Áo-Hung thành lập cụm tập đoàn quân Mackensen do thống chế August von Mackensen của Đức chỉ huy tiến hành cuộc tấn công vào Serbia sau thất bại của Áo-Hung năm 1914. Kết quả là Serbia bị đánh bại nhanh chóng và mối liên hệ giữa các nước Liên minh Trung tâm ngày càng được củng cố.
Sau đó, chính phủ Bulgaria và Zhekov lại phải tiếp tục chịu sức ép từ phía Đức gửi quân tham gia vào cuộc tấn công România tháng 8 1916. Lực lượng Zhekov còn tham gia vào thành công của cuộc tấn công cảng Kavalla tháng 8 và tháng 9 1917.
Trong các chiến dịch quân sự Bulgaria hoạt động riêng lẻ, Zhekov đã đẩy lùi thành công cuộc tấn công của liên quân Entente tại Salonika vào mùa thu 1916 và mùa xuân 1917 trong các trận đánh tại Florina và hồ Prespa.
Ngoài các hoạt động quân sự, Zhekov còn tham gia vào các hoạt động chính trị. Năm 1917, một phong trào chống chính phủ đã đến nhờ Zhekov, lúc này đang bất mãn vì nguồn tiếp tế thiếu thốn trợ giúp để lật đổ thủ tướng Vasil Radoslavov. Tuy nhiên ông đã từ chối đề nghị này và thậm chí còn báo cáo cho thủ tướng Radoslavov về hoạt động của các nhóm tổ chức này.
Đến năm 1918 thì cuối cùng Zhekov đã chuyển sang ủng hộ nhóm chống đối Radoslavov và kết quả là sự sụp đổ của chính phủ này vào tháng 6 năm đó. Mùa thu 1918, ông bị bệnh nặng và phải đến Viên để chữa trị. Khoảng thời gian này, liên quân Entente bắt đầu các đợt phản công lớn tại mặt trận Balkan và Bulgaria đi dần đến thất bại. Cuối cùng vào ngày 29 tháng 9 1918, Bulgaria chính thức đầu hàng các nước Entente và rút khỏi Chiến tranh thế giới thứ nhất.
Sau chiến tranh, Zhekov quyết định sống lưu vong tại Đức và Áo. Năm 1921, ông trở về Bulgaria và bị bắt. Sau đó, ông bị kết án 10 năm tù giam vì những thất bại trong chiến tranh. Tuy nhiên đến năm 1924 thì ông được thả tự do. Khoảng thời gian này ông bắt đầu viết sách về quân sự và cả hồi ký. Từ năm 1931, ông tham gia giảng dạy tại học viện quân sự.
Trong thời gian Chiến tranh thế giới thứ hai, Zhekov đã thiết lập được một mối quan hệ thân thiện với quốc trưởng nước Đức Adolf Hitler. Năm 1940, sau khi nước Pháp bại trận, ông đã được Hitler mời đến thăm Paris với tư cách một vị khách. Tuy nhiên đến tháng 9 1944, chính quyền thân phát xít tại Bulgaria sụp đổ, thay vào đó là chính quyền dân chủ nhân dân có xu hướng thân cộng sản buộc Zhekov phải bỏ chạy sang Đức để tránh bị trả thù. Ngày 1 tháng 2 1945, tòa án nhân dân của chính quyền mới đã thông qua quyết định tử hình ông. Tuy nhiên án tử hình này đã không bao giờ được thực hiện.
Zhekov mất ngày 1 tháng 11 1949 tại thị trấn Füssen thuộc bang Baravia, Đức. Ngày 7 tháng 11 1992, hài cốt của ông được mang trở về Bulgaria và được an táng tại nghĩa trang quân đội ở Sofia.